# Die unheimlichen Frauen
Die unheimlichen Frauen (englischer Titel The Uncanny Women) ist ein Experimentalfilm der deutschen Filmemacherin Birgit Hein aus dem Jahr 1991. Der Film behandelt das Thema der tiefenpsychologischen „Angst der Männer vor den Frauen“ und stellt das Klischee der Opferrolle der Frauen in Frage.
Im Film sind Soldatinnen, Partisaninnen, Aufseherinnen, Verbrecherinnen, gebärende, betrunkene, onanierende, starke Frauen zu sehen, aber auch die beschnittenen, operierten und zerstückelten Opfer, die unter den Folgen der Angst der Männer leiden. Der Film besteht aus Szenen alter und neuer Dokumentarfilme, aus Trivialfilmen und eigenen, inszenierten Sequenzen, die zusammenmontiert sind.
Der Film wurde 1991 beim Internationalen Forum des Jungen Films auf dem Berlinale Filmfestival uraufgeführt.
2017 wurde der Film als Bonusmaterial der DVD Baby I will make You Sweat durch die Firma absolut Median in den Handel gebracht.